# Nycteribia vexata
Nycteribia vexata är en tvåvingeart som beskrevs av John Obadiah Westwood 1835. Nycteribia vexata ingår i släktet Nycteribia och familjen lusflugor. Inga underarter finns listade i Catalogue of Life.